# Чистоводная (приток Ожидаевской)
Чистоводная — река на острове Сахалин, левый приток реки Ожидаевская, принадлежит к бассейну реки Лютога.
Впадает в реку Ожидаевская за 2,1 км от её впадения в Тиобут, протекает по территории Холмского городского округа Сахалинской области.
Общая протяжённость реки составляет 20 км. Площадь водосборного бассейна составляет 52,8 км². Общее направление течения с запада на восток.

## Данные водного реестра
По данным государственного водного реестра России относится к Амурскому бассейновому округу.
Код объекта в государственном водном реестре — 20050000212118300006403.